# 나막신 나무
《나막신 나무》(L'Abero Degli Zoccoli, The Tree Of The Wooden Clogs)는 프랑스에서 제작된 에르마노 올미 감독의 1978년 드라마 영화이다. 뤼기 오르나히 등이 주연으로 출연하였고 에르마노 올미 등이 제작에 참여하였다.

## 줄거리
《나막신 나무》의 이야기는 1898년 베르가모 주변 시골에서 같은 지주를 위해 농장에서 일하며 근근이 살아가는 네 농민 가족을 중심으로 전개된다. 영화는 1년에 걸쳐 삶의 순환을 그린다.
혁명의 물결을 감지하고 있음에도 불구하고, 농민들은 대체로 정치적 불안에서 벗어나 있다. 한 공산주의 선동가가 지역 박람회에서 연설을 하고, 신혼부부는 밀라노 방문 중 정치범들의 체포를 목격한다. 봄이 오자 한 가족의 아버지는 아들이 학교에 신고 갈 나무 나막신을 만들기 위해 나무 한 그루를 베어낸다(오리나무, 제목에서 언급된 것처럼 그 나무는 전통적으로 이 목적으로 사용되었다). 이 행동은 지주의 분노를 사서 가족의 강제 퇴거로 이어진다. 남은 가족들은 그들이 떠나는 것을 보며 기도하고 자신들의 불안한 상황을 되돌아본다.

## 출연

### 주연
- 뤼기 오르나히
- 프란세스카 모리기
- 오마르 브리그놀리

### 조연
- 안토니오 페라리
- 테레사 브레스시아니니
- 쥬세페 브리그놀리
- 카를로 로타